# Acanthochromis polyacanthus
Chromis à épines
Genre
Espèce
Acanthochromis polyacanthus, communément appelé Chromis à épines, est la seule espèce de poissons du genre monospécifique Acanthochromis. Cette espèce est présente dans le Pacifique Ouest.